# The Suicide Bomber Game
The Suicide Bomber Game (раніше відома як Kaboom!) — це браузерна флеш-гра, яка була випущена 17 квітня 2002 року на Newgrounds і розроблена fabulous999. Гра фокусується на здійсненні теракту смертником з метою вбивства цивільних осіб, що призвело до значних суперечок.

## Ігровий Процес
Гравці керують чоловіком, який, за описом, має арабську зовнішність і рухається то вліво, то вправо вулицею, що «віддалено нагадує близькосхідну». Чоловіки, жінки та діти ходять туди-сюди вулицею з різною швидкістю. При натисканні миші чоловік розстібає куртку, оголюючи вибуховий пояс, і детонує. Мета гри — вбити і поранити якомога більше чоловіків і жінок. Спочатку гравці також могли вбивати і поранити дітей, однак цю функцію було вилучено. На екрані відображається кількість вбитих і поранених, а також з'являється кнопка, що дозволяє гравцеві продовжити гру.

## Передісторія
Дизайнер гри, відомий лише під ніком fabulous999, як повідомляється, отримав ідею створити гру, прочитавши статтю в журналі Time про терористів-смертників, і створив її за один вечір. До грудня 2002 року в гру вже зіграли понад 875 000 разів. Гра була випущена у вигляді демо-версії, і в травні 2002 року автор заявив, що планує розширити гру, включивши в неї терористичні місії в дванадцяти країнах, однак, гра так і не була розширена.

## Оцінка
Анімація гри була описана як проста, а сама гра — як «аматорська», «безбюджетна». Fox News заявив, що досвідчені відео-геймери, ймовірно, знайдуть дизайн гри «досить невиразним».
Зміст гри піддався жорсткій критиці. Газета Jerusalem Post повідомила, що в Ізраїлі гра була «несподівано негативно сприйнята». Одна ізраїльська радіостанція отримала велику кількість гнівних телефонних дзвінків після згадки про гру. Представник організації «Американці за мир зараз» заявив, що він глибоко стурбований грою. Психолог Девід Волш заявив, що вона є прикладом особливо позбавлених смаку ігор, які притупляють людей до насильства, хоча і не закликав до її вилучення, посилаючись на свободу слова. Представник Антидифамаційної ліги заявив: «Це огидно, хворобливо і образливо, і незалежно від того, якою є ваша політика, не може бути ніякого виправдання або раціоналізації для такого роду ненависті», а представник США Ніта Лоуі заявила: «Кабум! тривіалізує огидний акт вбивства і каліцтва невинних людей». Лоуі написала листа до Newgrounds з проханням видалити гру зі свого сайту. Однак Newgrounds відмовився, посилаючись на свободу слова, заявивши, що не видалятиме зі свого сайту жодних матеріалів, якщо вони не є незаконними.
Британський політик Кіт Ваз розкритикував гру в Палаті громад Сполученого Королівства, закликавши вилучити її з продажу. Ед Вейзі, відповідаючи на занепокоєння Ваза, зазначив, що оскільки гра була створена особою, яка не належить до основної ігрової індустрії, вона не підпадає під дію британського ігрового законодавства. Родич чоловіка, який загинув під час вибухів на Балі у 2002 році, також закликав видалити гру.
Про гру повідомив саудівський сайт Аль-Арабія, а неонацистський сайт Resistance Records надав посилання на гру.
У відповідь на критику розробник гри заявив, що не мав наміру заробляти на ній гроші, і що метою гри було «показати, що терористи-смертники — це лише витратні пішаки, єдиною метою яких є тероризування невинних людей». Він також заявив, що «90 відсотків» електронних листів, які він отримав щодо гри, були позитивними, і що багато з цих листів були з Ізраїлю. У заяві, яку він зробив на сайті Newgrounds, йшлося: «Я просто вважаю, що люди, які підривають себе, дурні (…) Якщо ви вважаєте це образливим, розкажіть своїм друзям!». Дизайнер заявив, що дія гри відбувається не в Ізраїлі, однак на титульному екрані демо-версії було зображено Ясіра Арафата.